# Carrer Major (Casserres)
El Carrer Major de Casserres és un conjunt arquitectònic d'aquesta població del baix Berguedà, inclòs en l'Inventari del Patrimoni Arquitectònic de Catalunya.

## Descripció
Carrer datat entre els segles XVII i XVIII que conserva el seu traçat primitiu. El perfil no és gaire estret, serpentejant i finalitza a la plaça de la Creu, al darrere de l'església. Gairebé totes les cases tenen el parament de pedra vista, tot i que algunes han estat arrebossades. Destaquen els portals d'arc de mig punt adovellats o amb llindes de fusta. La major part dels habitatges són cases entre mitgeres de tipus popular que consten de planta baixa i pis. La planta baixa es destinava a magatzem d'utillatge agrícola i l'escala d'accés a la planta primera, on hi havia el saló-menjador amb xemeneia central i les habitacions. A sota coberta hi havia magatzem.
El seu traçat coincidia amb el camí Ral de Manresa a Berga.

## Història
Casserres era una vila fortificada en temps medievals; d'aquesta època conserva el traçat dels carrers més antics i l'estructura general de la vila, fins que l'any 1653 fou cremada i saquejada. Un cop acabada la guerra dels segadors i davant la insistència dels reductes enemics concentrats a Casserres, Gabriel de Lupià cremà la vila i enderrocà totes les muralles. Recuperada lentament, la vila fou cremada de nou el 1713 pels miquelets. Les cases actuals són, doncs, d'aquesta època, partint del primer traçat medieval entorn de les muralles, el carrer major i la plaça de la creu. L'any 1916 es va fer una primera pavimentació del carrer. Les obres de rehabilitació del carrer Major i nucli antic de Casserres han estat cofinançades pels Fons de Desenvolupament Regional de la Comunitat Europea, l'any 2002. El 1979 el carrer fou declarat monument artístic d'interès local, però els mateixos habitants demanaren l'anul·lació de la incoació.

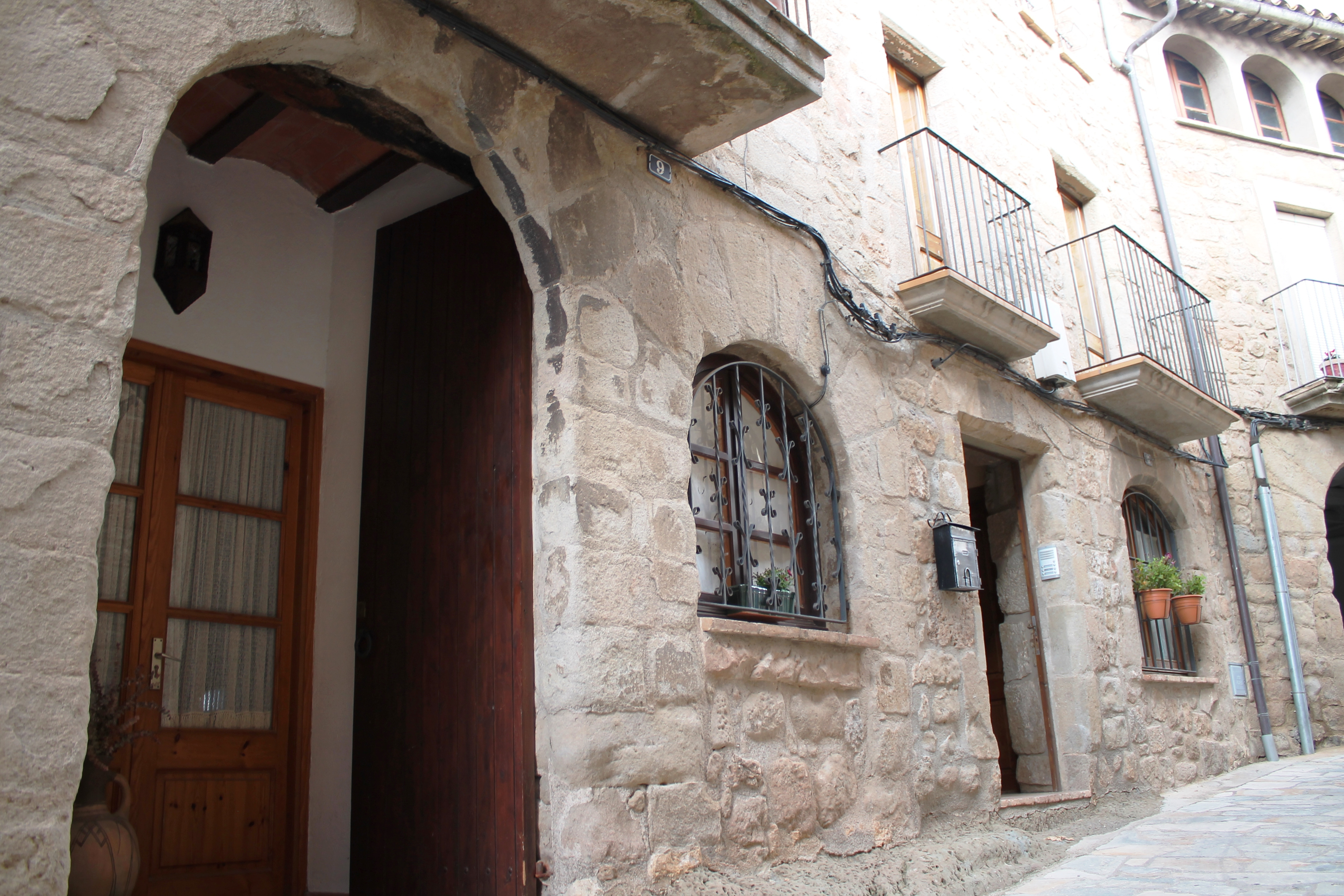
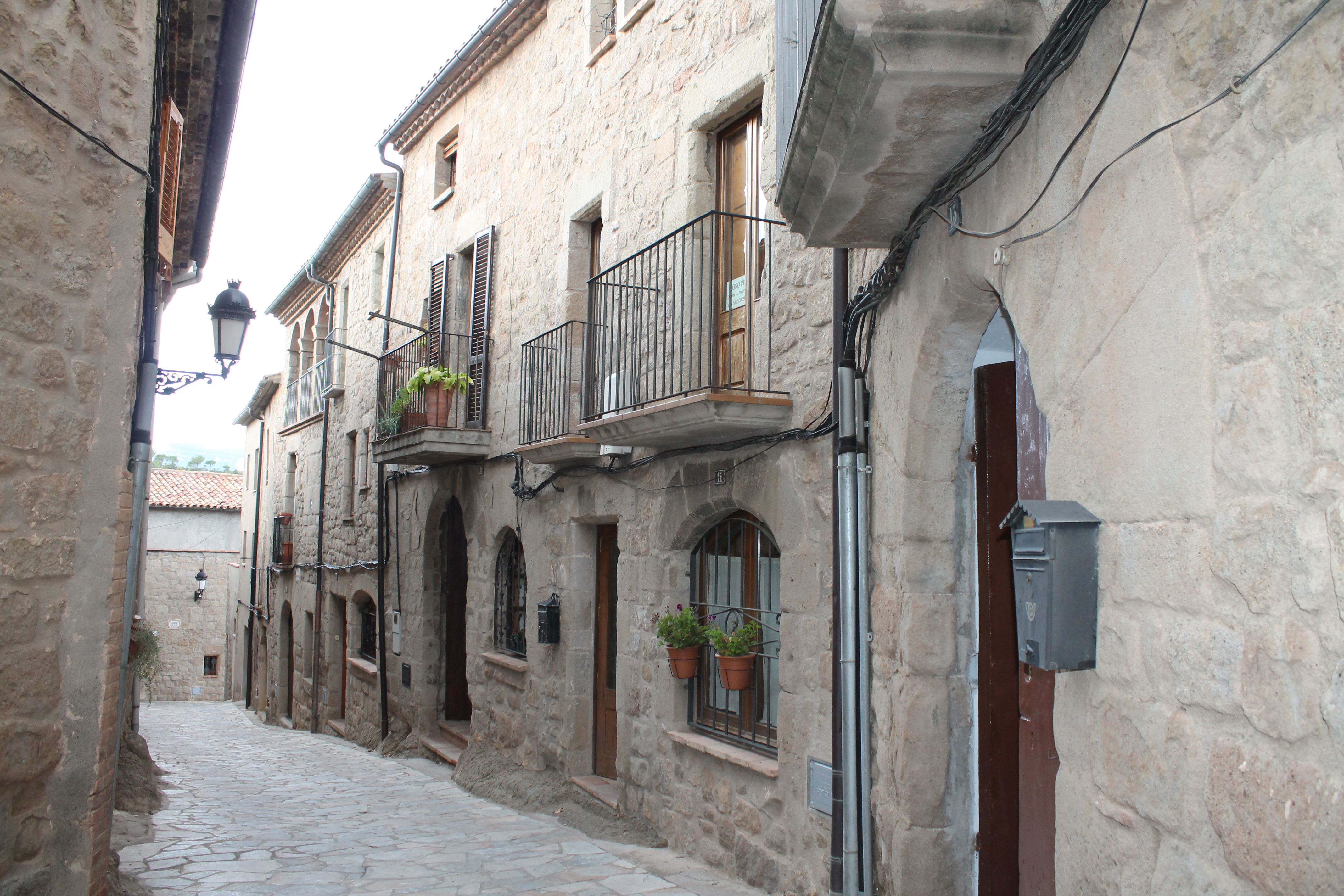
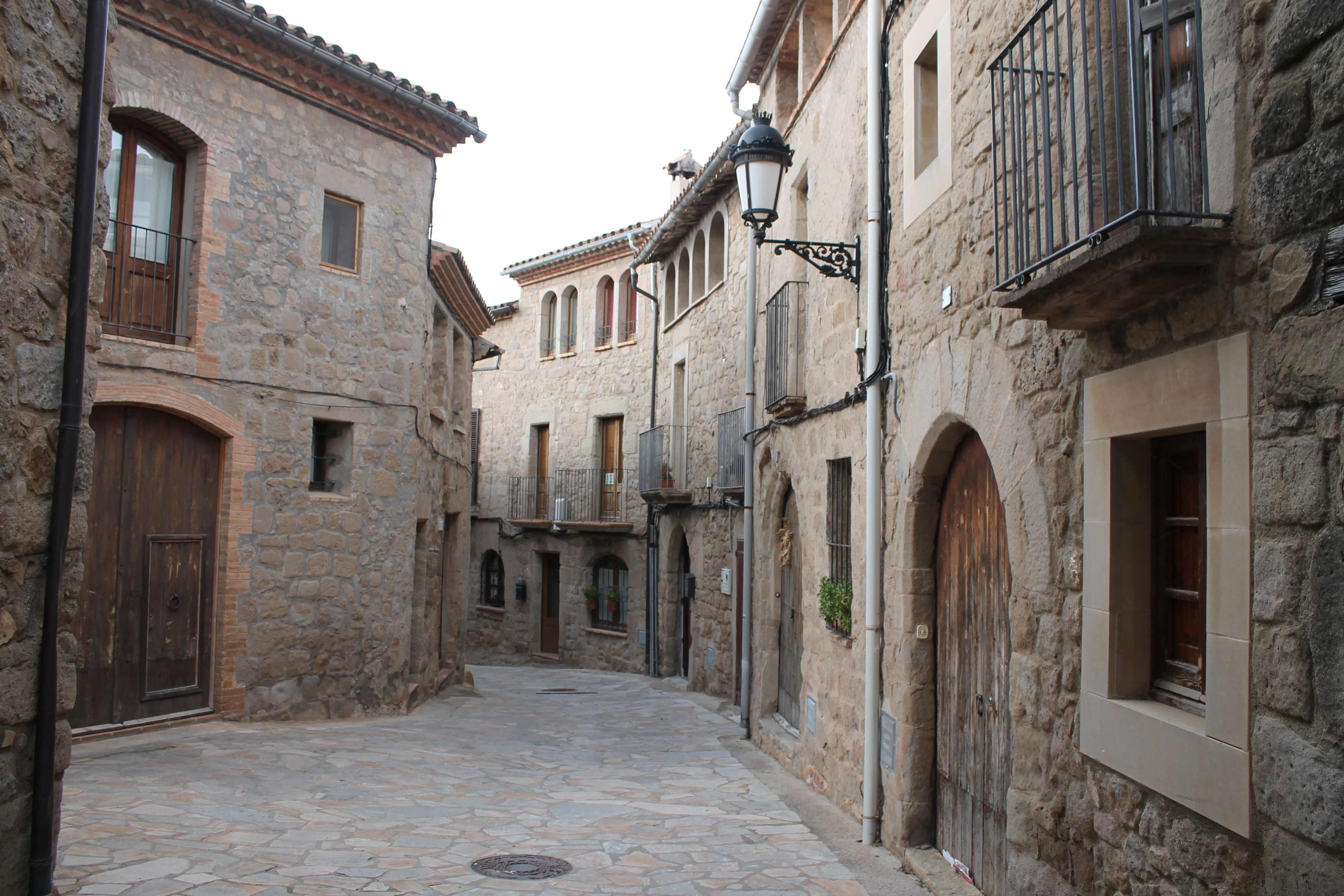
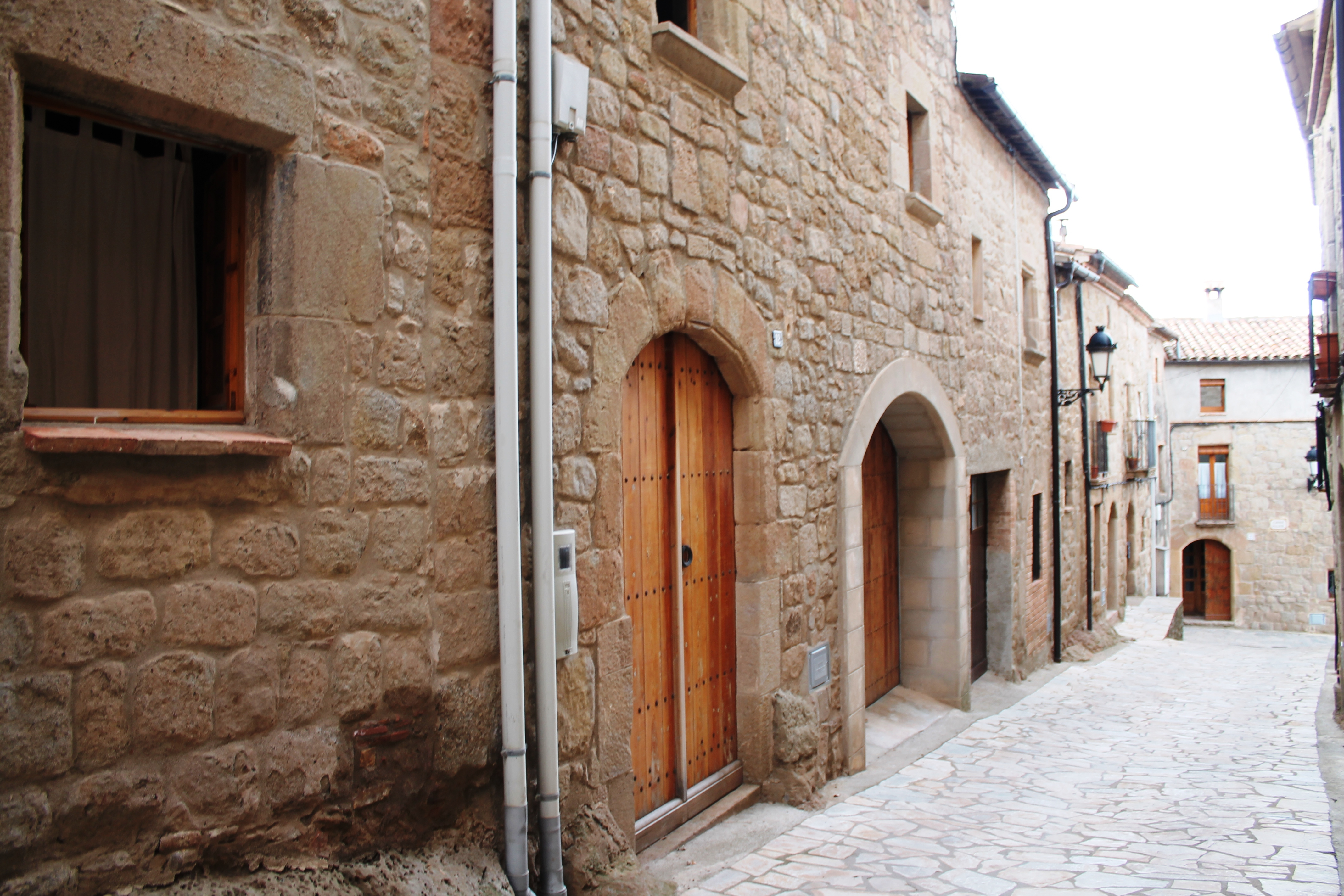
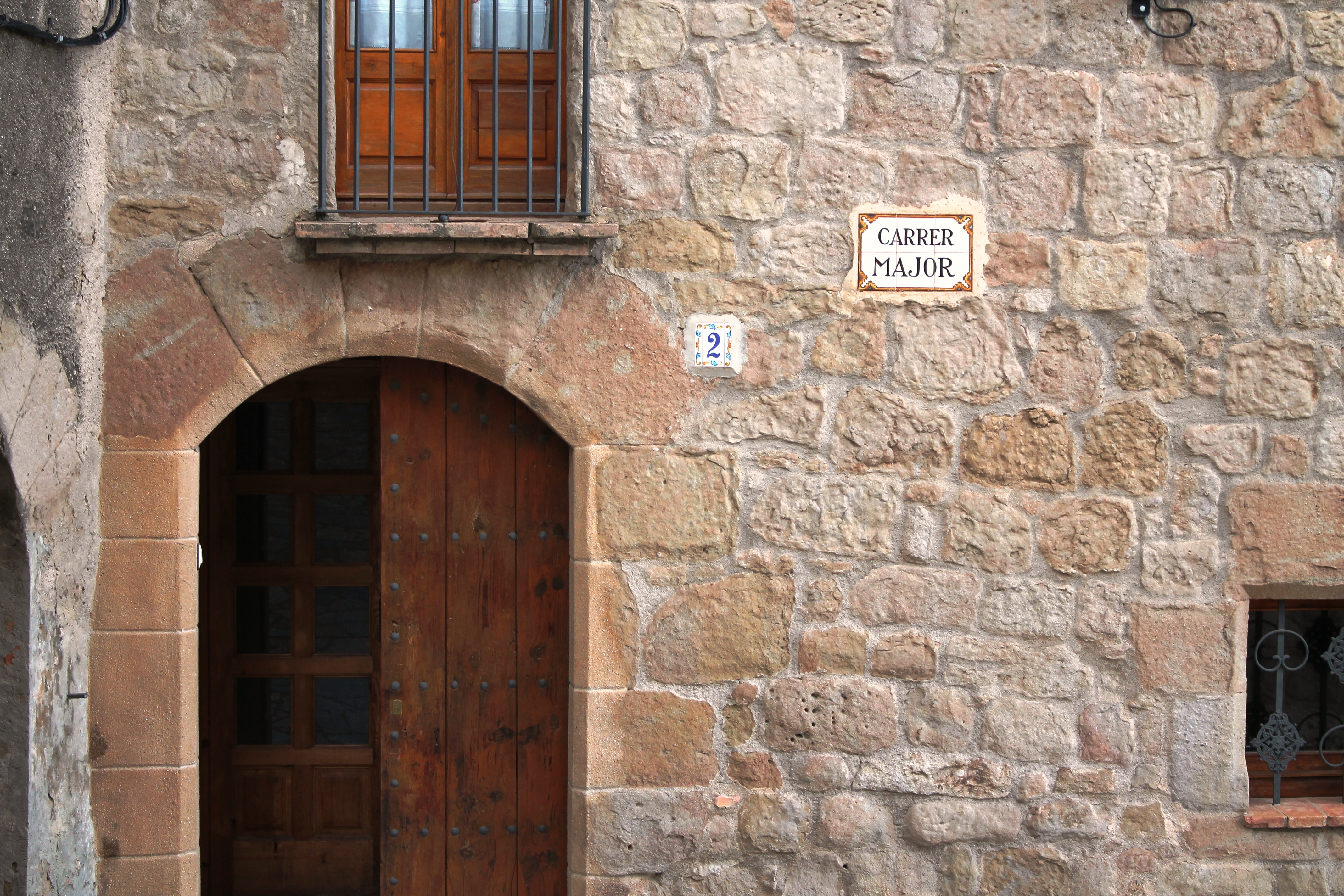